# چیره (بوم‌شناسی)

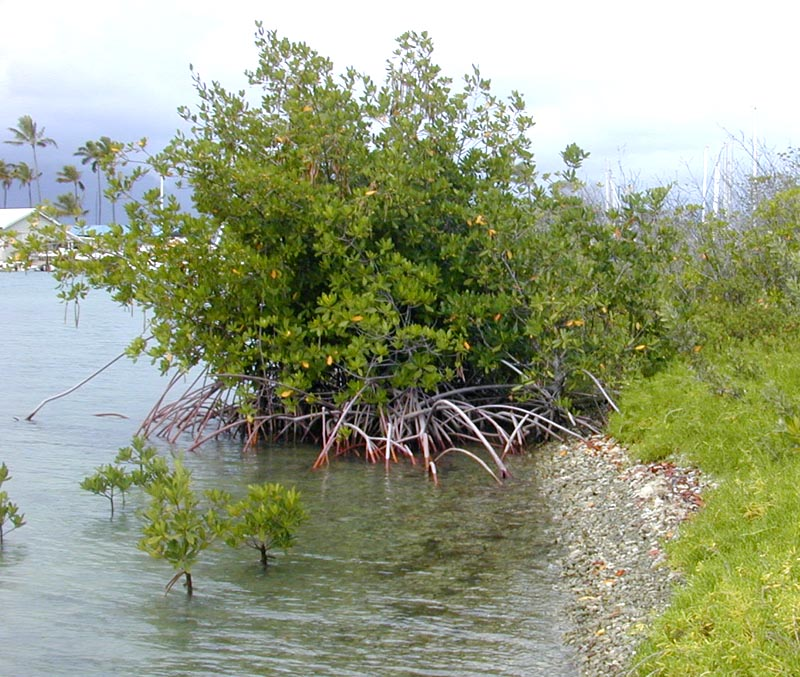
Rhizophoraceae (مانگروها) در باتلاق‌های جزرومدی استوایی چیرگی دارند

چیرگی بوم‌شناختی (به انگلیسی: Ecological dominance)، درجه‌ای است که یک یا چند گونه تأثیر عمده‌ای بر کنترل گونه‌های دیگر در جامعه بوم‌شناختی خود دارند (به دلیل اندازه بزرگ، جمعیت، بهره‌وری یا عوامل مرتبط) یا بیشتر از زیست‌توده را تشکیل می‌دهند.
بیشتر جوامع بوم‌شناختی با گونه‌های چیره (غالب) خود تعریف می‌شوند.
- در بسیاری از نمونه‌های جنگل‌های مرطوب در اروپای غربی، درخت غالب توسکا (Alnus glutinosa) است.
- در باتلاق‌های مناطق معتدل، پوشش گیاهی غالب معمولاً گونه‌های خزه‌های پوده‌زار (اسفاگنوم) است.
- باتلاق‌های جزر و مدی در مناطق استوایی معمولاً توسط گونه‌های حرا (چندلیان Rhizophoraceae) غالب می‌شوند.
- برخی از جوامع کف دریا تحت سلطه ستارگان شکننده هستند.
- سواحل صخره‌ای توسط جانداران چسبنده مانند کشتی‌چسب و خاره‌چسب چیرگی دارد.